# جيم رودس
جيم رودس (بالإنجليزية: Jim Rhodes)‏ هو سياسي أمريكي، ولد في 13 سبتمبر 1909 في كالتون في الولايات المتحدة، وتوفي في 4 مارس 2001 في كولومبوس في الولايات المتحدة. حزبياً، نشط في الحزب الجمهوري. وقد انتخب حاكم ولاية أوهايو ‏ (14 يناير 1963 – 11 يناير 1971) وانتخب Ohio State Auditor ‏ (1953 – 1963) وانتخب حاكم ولاية أوهايو ‏ (13 يناير 1975 – 10 يناير 1983).

## روابط خارجية
- جيم رودس على موقع IMDb (الإنجليزية)
- جيم رودس على موقع إن إن دي بي (الإنجليزية)